# Гужиця (Любуське воєводство)
Гужиця (пол. Górzyca, нім. Göritz) — село в Польщі, у гміні Гужиця Слубицького повіту Любуського воєводства.
Населення — 1543 особи (2011).

## Демографія
Демографічна структура станом на 31 березня 2011 року:
|          | Загалом | Допрацездатний вік | Працездатний вік | Постпрацездатний вік |
| -------- | ------- | ------------------ | ---------------- | -------------------- |
| Чоловіки | 768     | 175                | 535              | 58                   |
| Жінки    | 775     | 163                | 480              | 132                  |
| Разом    | 1543    | 338                | 1015             | 190                  |